# Porphyrinia pallidula
Porphyrinia pallidula är en fjärilsart som beskrevs av Evans 1857. Porphyrinia pallidula ingår i släktet Porphyrinia och familjen nattflyn. Inga underarter finns listade i Catalogue of Life.